# Потапов, Николай Гаврилович
Николай Гаврилович Потапов (1838 — 14 (26) ноября 1894) — попечитель Казанского учебного округа. Тайный советник.

## Биография
Происходил из обер-офицерских детей. Родился в 1838 году. В 1856 году окончил 3-ю Санкт-Петербургскую гимназию; в 1860 году — физико-математический факультет Санкт-Петербургского университета со степенью кандидата и получил право «преподавать математику, механику, физику, химию, логику, психологию и астрономию». 
Вступил в службу по ведомству Министерства народного просвещения 15 мая 1861 года. С 1869 года был преподавателем физики и математики в 3-й Санкт-Петербургской гимназии, а с 1874 года — инспектором гимназии. Затем был директором псковского реального училища.
С 1879 года Потапов являлся инспектором студентов Санкт-Петербургского университета. 1 января 1881 года получил чин действительного статского советника и 19 марта того же года был назначен директором Псковского Сергиевского реального училища. 
С 1 октября 1884 года был инспектором студентов Казанского университета, а в 1888 году был назначен исполняющим обязанности помощника попечителя Казанского учебного округа.
10 мая 1890 года Потапов получил назначение попечителем Казанского учебного округа и занимал эту должность до конца жизни. С 1 января 1893 года состоял в чине тайного советника.
Умер 14 (26) ноября 1894 года. Похоронен в некрополе казанского Спасо-Преображенского монастыря.

## Награды
- Орден Святой Анны 3-й ст.
- Орден Святого Станислава 2-й ст. (1876)
- Орден Святой Анны 2-й ст. (1879)
- Орден Святого Владимира 3-й ст. (1885)
- Орден Святого Станислава 1-й ст. (1890)

## Семья
Был женат на Марии Филипповне Ординой. Имел детей: дочь Анастасию (21.11.1870—?) и сыновей Петра (11.02.1872—?) и Игнатия (20.12.1888—?).
Род был внесён в 3-ю часть дворянской родословной книги Казанской губернии по определению Казанского дворянского депутатского собрания от 25 июля 1892 года, утвержден указом Герольдии от 26.10.1892.